# 기념 명판

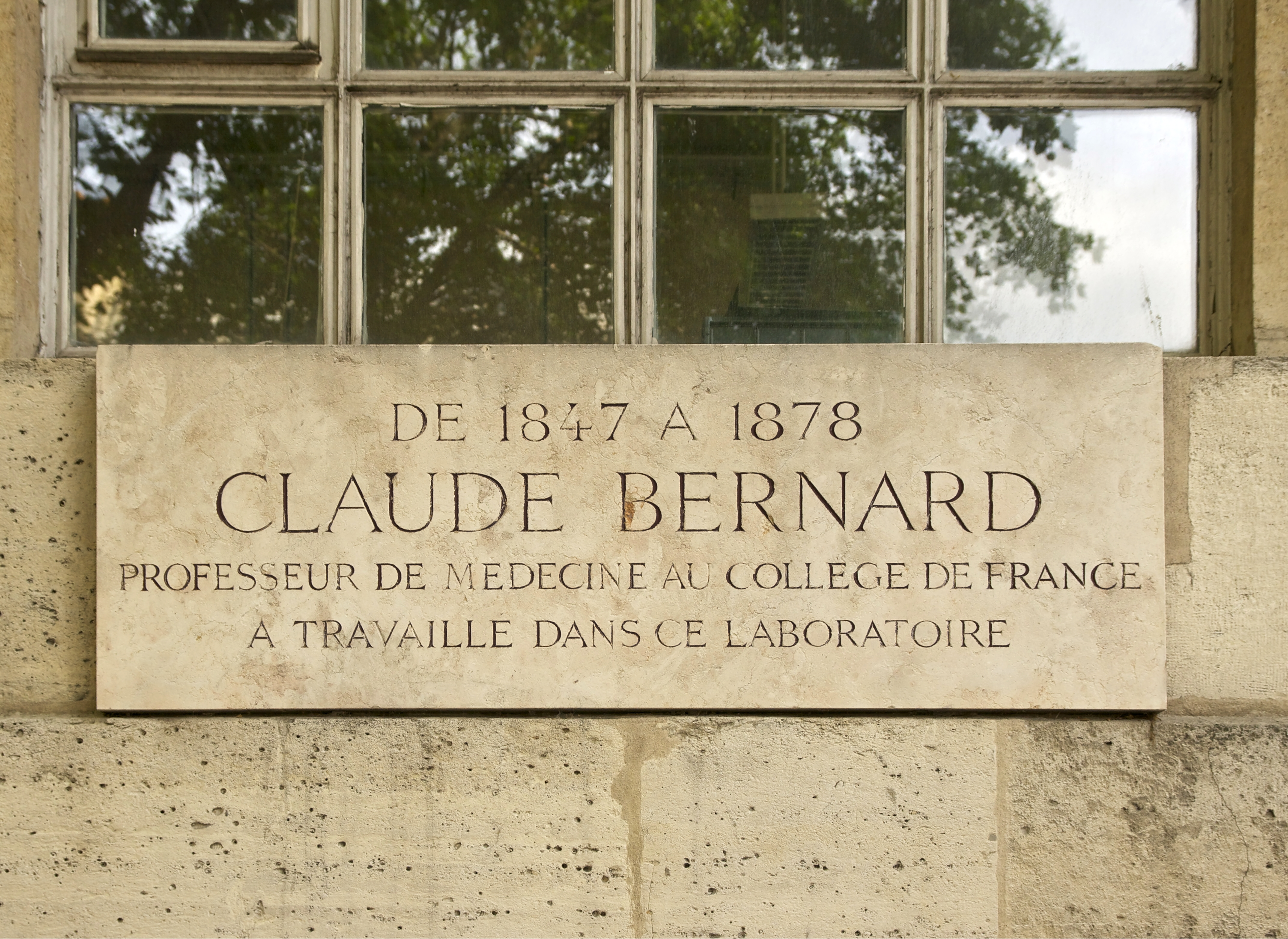
클로드 베르나르를 기리는 명판. 프랑스 파리 콜레주 드 프랑스.

기념 명판, 간단히 명판 또는 역사적 표식, 역사적 명판은 금속, 세라믹, 돌, 나무 또는 기타 재료로 된 판으로 텍스트나 이미지가 부조된 판이다. 한 명 이상의 사람, 사건, 장소의 이전 사용 또는 기타 사항을 기념하는 것이다. 이러한 명판은 대부분 벽, 돌 또는 기타 수직 표면에 부착된다.
많은 현대적 명판 및 마커는 명판 또는 마커가 설치된 위치를 방문할 가치가 있는 장소로 기념되는 사람, 사건 또는 항목과 연관시키는 데 사용된다. 죽은 사람을 기념하는 기념비나 명판은 단순한 형태의 교회 기념물이 될 수 있다. 이런 방식으로 부착된 대부분의 현대 명판은 무언가를 기념하는 것이지만 전부는 아니다. 순전히 종교적인 명판도 있으며, 일부는 소유권이나 일종의 소속을 의미한다. 명판은 작은 명판이지만, 많은 유럽 언어와 달리 영어에서는 이 용어가 일반적으로 벽에 고정된 옥외 명판에 사용되지 않는다.